# Dvory nad Žitavou
Dvory nad Žitavou, ungarisch Udvard ist eine Gemeinde in der Südwestslowakei. 

## Geographie

### Lage
Sie liegt in der Donauebene östlich des Flusses Žitava, etwa 8 km östlich von Nové Zámky entfernt auf einer Höhe von 122 m und umfasst ein Gebiet von 63,85 km².

### Bevölkerung
| Jahr                | 1994 | 2004    | 2014    | 2024    |
| ------------------- | ---- | ------- | ------- | ------- |
| Anzahl der Personen | 5030 | 5110    | 5163    | 4979    |
| Unterschied         |      | +1,59 % | +1,03 % | −3,56 % |

| Jahr                | 2023 | 2024    |
| ------------------- | ---- | ------- |
| Anzahl der Personen | 4947 | 4979    |
| Unterschied         |      | +0,64 % |

Nach der Volkszählung (2001) waren 72 % Ungarn, 26 % Slowaken und 2 % Roma.

## Geschichte
Der Ort wurde 1075 erstmals schriftlich als Villa Hudvordiensium super aquam Sitou erwähnt.
Seit 1530 hatte diese Gegend mit Türkeneinfällen zu kämpfen. Nach dem letzten Türkenkrieg war die Stadt 1689 fast völlig verwüstet.
Bis 1918 gehörte die Gemeinde im Komitat Komorn zum Königreich Ungarn (Der Verwaltungssitz des Stuhlbezirks Udvard befand sich jedoch in Ógyalla.) und kam 1919 zur neu entstandenen Tschechoslowakei. Durch den Ersten Wiener Schiedsspruch kam sie von 1938 bis 1945 kurzzeitig wieder zu Ungarn.

## Sehenswürdigkeiten
- Römisch-katholische Barockkirche St. Adalbert (1776)
- Evangelische Kirche (1880)
- Kapelle des heiligen Martin (1860)
- Kapelle des heiligen Urban (1760)

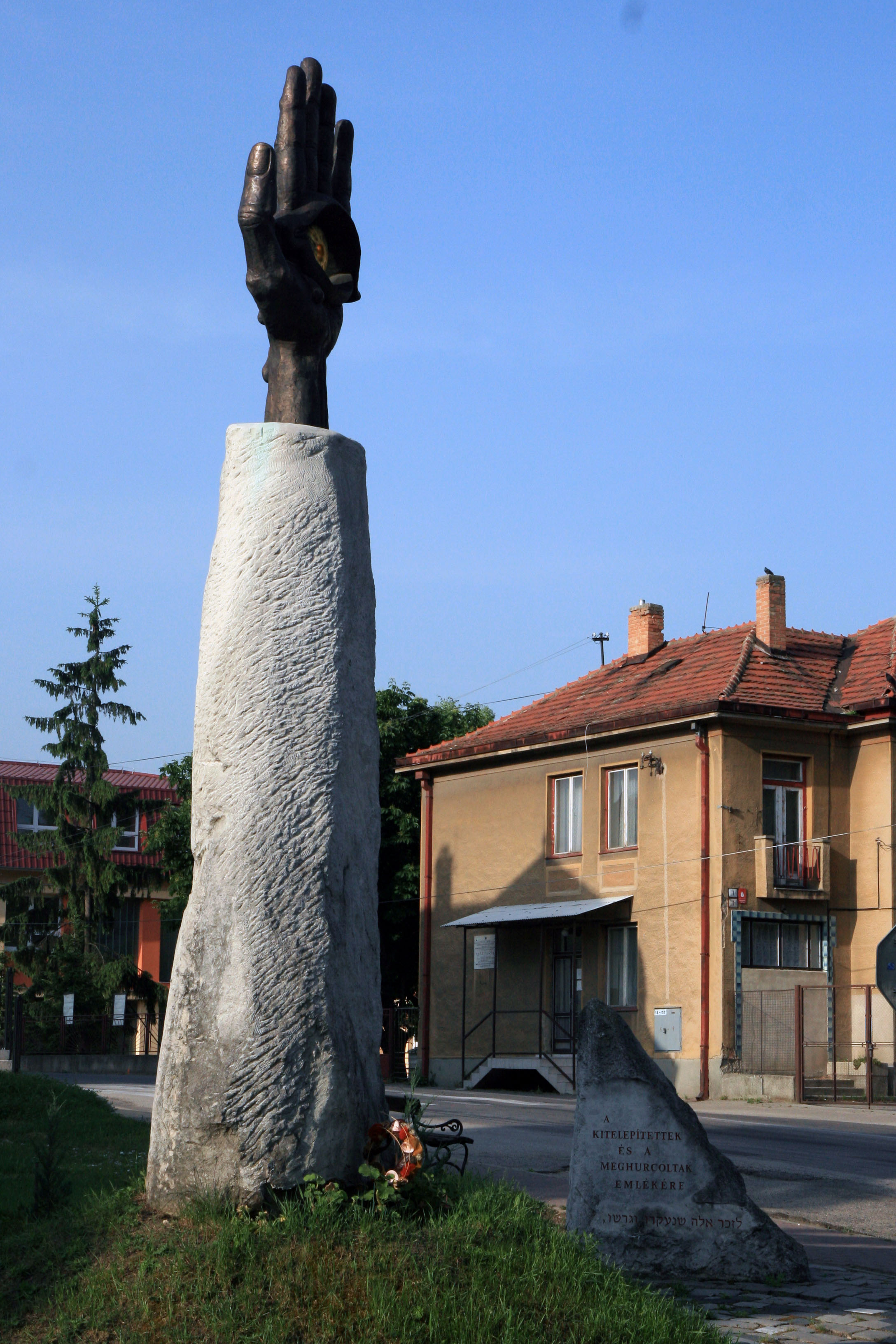
Skulptur im Ort

- Barocker Udvarder Kreuzweg